# Pont sur le Grand Canal du Havre
Le Pont sur le Grand Canal du Havre est un pont de 1 410 m de longueur situé sur la commune de Rogerville, à proximité du Havre en France traversé par la RD929 permettant la continuité de l'autoroute française A29 entre la Basse et la Haute-Normandie.
Achevé en 1994, le pont se situe à 2 km au nord du Pont de Normandie traversant la Seine.
La vitesse y est limitée à 90 km/h.

## Dimensions
- Longueur: 1 410 m
- Hauteur libre: 50 m
- Épaisseur du tablier: 3,80 m
- Longueur de la portée principale: 275 m